# Андейро
Анде́йро (ісп. Andeiro, МФА: [ãn̪.ˈdei̯.ɾo], повна офіційна назва: Сан-Мартін-де-Андейро ісп. San Martín de Andeiro) — парафія в Іспанії, у муніципалітеті Камбре, провінції Коруня, автономній області Галісія. Родове гніздо галісійського шляхетського Андейрівського дому. Патрон — святий Мартин. 

## Географія
Розташована на півдні муніципалітету. 

## Демографія
Населення — 294 осіб (2018). 
| Графік демографічного розвитку Андейри у період з 2000 по 2018 рік |
|                                                                    |

## Уродженці
- Хуан Фернандес де Андейро — граф Оренський (1382—1383).